# 小行星6861
小行星6861是一颗围绕太阳公转的小行星。1991年3月20日，亨利·德波鸿诺在拉西拉天文台发现了此天体。
这颗小行星的绝对星等为257.451187138866等。